# El Bosque, Cádiz
El Bosque este un municipiu în provincia Cádiz, Andaluzia, Spania cu o populație de 1.911 locuitori.